# Pallacanestro ai Goodwill Games
Il torneo di pallacanestro ai Goodwill Games esiste sin dalla prima edizione dei giochi, disputatasi nel 1986. In quella occasione, però, si è svolto solo il torneo femminile, in quanto gli incontri della precedente edizione del Mondiale maschile, disputatasi nello stesso anno, sono stati trasmessi dalle reti televisive di Ted Turner, fondatore della manifestazione. Pertanto, la rassegna mondiale svoltasi in terra di Spagna, viene ritenuta, a tutti gli effetti, come la prima edizione di questa competizione sportiva.

Nelle ultime due edizioni si è svolto solamente il torneo maschile.

## Albo d'oro

### Torneo Maschile
| Anno | Paese           | Oro         | Argento     | Bronzo           |
| ---- | --------------- | ----------- | ----------- | ---------------- |
| 1990 | Seattle         | Jugoslavia  | Stati Uniti | Unione Sovietica |
| 1994 | San Pietroburgo | Porto Rico  | Italia      | Stati Uniti      |
| 1998 | New York        | Stati Uniti | Australia   | Lituania         |
| 2001 | Brisbane        | Stati Uniti | Argentina   | Brasile          |

### Torneo Femminile
| Anno | Paese           | Oro         | Argento          | Bronzo   |
| ---- | --------------- | ----------- | ---------------- | -------- |
| 1986 | Mosca           | Stati Uniti | Unione Sovietica | Brasile  |
| 1990 | Seattle         | Stati Uniti | Unione Sovietica | Bulgaria |
| 1994 | San Pietroburgo | Stati Uniti | Francia          | Cina     |

## Medaglieri

### Maschile
| Pos. | Squadra          | 1º posto | 2º posto | 3º posto | Totale |
| ---- | ---------------- | -------- | -------- | -------- | ------ |
| 1    | Stati Uniti      | 2        | 1        | 1        | 4      |
| 2    | Porto Rico       | 1        | 0        | 0        | 1      |
| 2    | Jugoslavia       | 1        | 0        | 0        | 1      |
| 3    | Argentina        | 0        | 1        | 0        | 1      |
| 3    | Australia        | 0        | 1        | 0        | 1      |
| 3    | Italia           | 0        | 1        | 0        | 1      |
| 4    | Brasile          | 0        | 0        | 1        | 1      |
| 4    | Lituania         | 0        | 0        | 1        | 1      |
| 4    | Unione Sovietica | 0        | 0        | 1        | 1      |

### Femminile
| Pos. | Squadra          | 1º posto | 2º posto | 3º posto | Totale |
| ---- | ---------------- | -------- | -------- | -------- | ------ |
| 1    | Stati Uniti      | 3        | 0        | 0        | 3      |
| 2    | Unione Sovietica | 0        | 2        | 0        | 2      |
| 3    | Francia          | 0        | 1        | 0        | 1      |
| 4    | Brasile          | 0        | 0        | 1        | 1      |
| 4    | Bulgaria         | 0        | 0        | 1        | 1      |
| 4    | Cina             | 0        | 0        | 1        | 1      |